# Eleição municipal de Parnaíba em 2016
A eleição municipal de Parnaíba em 2016 ocorreu no dia 2 de outubro de 2016 com o objetivo de eleger um prefeito, um vice-prefeito e 17 vereadores no município de Parnaíba, no Estado do Piauí, Brasil. O ex-prefeito Mão Santa, do Solidariedade (SD), que governou Parnaíba entre 1989 e 1992, quando ainda era filiado ao Partido Democrático Social (PSD), foi eleito com 45.53% dos votos e conta com o empresário Samanorre, também do SD, como vice na coligação “A Cidade é do Povo”.
Além de disputar com o até então atual prefeito e candidato à reeleição Florentino Alves, do Partido dos Trabalhadores (PT) com 44.09% dos votos válidos, Mão Santa ainda disputou com Terere do Partido da Social Democracia Brasileira (PSDB) que angariou 6,51% dos votos e Gerivaldo Benicio do Partido Democrático Trabalhista (PDT) que conquistou 3,87% dos votos.
Dos 17 candidatos eleitos para vereadores, o mais bem votado foi Geraldinho do Partido Socialista Brasileiro (PSB), com 2,055 votos (2,54% dos votos válidos).

## Campanha
Contando com dois partidos em sua coligação Solidariedade (SD) e Partido Social Liberal (SPL) contra 20 partidos que apoiavam Florentino do Partido dos Trabalhadores (PT)  e apenas 35 segundos de horário eleitoral, Mão Santa conseguiu superar o petista.
Também existem indícios de suposta compra de votos por parte da chapa eleita, o que suscitou a investigação por parte do Núcleo de Promotorias Eleitorais.
Além disso, um vídeo do presidente Michel Temer (MDB), gravado em 2012, pedindo votos a ele foi veiculado no pouco tempo de TV que o candidato possuía.

## Antecedentes
Antes de Francisco de Assis de Moraes Souza (Mão Santa) entrar para o mundo da política, ele se formou em medicina pela Universidade Federal do Ceará (UFC) em 1966. Além disso fez sua residência no H.S.E.(Hospital Federal dos Servidores do Estado) do Rio de Janeiro.
Seu histórico político conta com seus cargos como Secretário de saúde de Parnaíba e Luís Correia, Deputado Estadual do Piauí, 1º suplente de Deputado Federal, Prefeito de Parnaíba, Governador do Estado do Piauí, Senador da República e Presidente atual do Partido Solidariedade.

## Pesquisas
Em pesquisa realizada pelo Instituto Piauiense de Opinião Pública LTDA – AMOSTRAGEM, por encomenda da TV Costa Norte, foram computados as intenções de voto de 400 entrevistados.
Na época, o até então atual prefeito Florentino Neto (PT) liderava as intenções de voto com 33.75%, seguido por Mão Santa (SDD) com 7.25%, Gerivaldo Benício (PDT) com 4% e por fim Deusimar Terere com 1.5%.  A margem de erro foi de 4.8%.
Já a pesquisa espontânea para vereador indicava que o candidato Carlson Pessoa possuía 2.5% das intenções de voto, seguido por Rentinho com 1.75%, Fátima Carmino, Murilo Muriloso e Diniz com 1.25%, Batista do Catanduvas, João da Unimagem, Marquinhos e Beto com 1% cada.
As pesquisas foram realizadas entre os dias 18 e 20 de agosto de 2016.

## Eleitorado
Na eleição de 2016, 98.336 eleitores compareceram às urnas, e 100% votaram pelo sistema de biometria.  Entre o total de votos apurados houve 2.252  brancos e 5.566  nulos. Segundo o TSE 54% dos eleitores são mulheres, enquanto 46% homens. A eleição contou ainda com a abstenção de 12.357 eleitores.

## Resultados da eleição para prefeito
Os percentuais atribuídos a cada candidato são calculados segundo o número de votos válidos. Houve ainda 2.226 votos em branco e 2.734 votos nulos.
| Candidatos a prefeito(a) | Candidatos a vice-prefeito(a) | Número | Coligação | Votos  | Percentual |
| ------------------------ | ----------------------------- | ------ | --- | ------ | ---------- |
| Mão Santa SD             | Samaronne SD                  | 77     | A Cidade é o Povo SD, PSL                                                                                          | 35.585 | 45,53%     |
| Florentino Alves PT      | Chagas Fontenele PTB          | 13     | União pela Parnaíba PT, PRB, PP, PTB, PTN, DEM, PROS, PCdoB, PPL, PEN, PV, PTC, PMN, PRTB, PHS, PSDC, PR, PSD, PSB | 34.462 | 44,09%     |
| Tererê PSDB              | Pastor Sampaio PSC            | 45     | Liberta Parnaíba PSDB, PSC, REDE                                                                                   | 5.086  | 6,51%      |
| Gerivaldo Benício PDT    | Yuri Gomes PMDB               | 12     | Acorda, Parnaíba PDT, PMDB, PPS                                                                                    | 3.028  | 3,87%      |

### Vereadores eleitos[11]
| Candidato(a)                   | Partido | Votação     | Votação |
| ------------------------------ | ------- | ----------- | ------- |
| Candidato(a)                   | Partido | Porcentagem | Total   |
| Geraldinho                     | PSB     | 2,54%       | 2.055   |
| Ricardo Veras                  | PSD     | 2,13%       | 1.725   |
| Beto                           | PP      | 2,07%       | 1.678   |
| Diniz                          | PSDC    | 2,04%       | 1.653   |
| Joaozinho Unimagem da Parnaiba | PSDC    | 2,02%       | 1.635   |
| Fátima Carmino                 | PT      | 1,98%       | 1.605   |
| André Neves                    | PDT     | 1,91%       | 1.551   |
| Neta                           | DEM     | 1,79%       | 1.450   |
| Dr. Reinaldo                   | PTB     | 1,77%       | 1.433   |
| Carlson Pessoa                 | PPS     | 1,77%       | 1.430   |
| Ronaldo Prado                  | PPL     | 1,57%       | 1.269   |
| Francisco da Paz               | PRB     | 1,48%       | 1.197   |
| Irmão Marquinho                | PSL     | 1,47%       | 1.195   |
| Joãozinho do Trânsito          | PSL     | 1,19%       | 962     |
| Dr. Daniel Miranda             | PRB     | 1,14%       | 925     |
| Daniel Jackson                 | PTC     | 1%          | 813     |
| Bernardo Lima                  | PP      | 0,98%       | 795     |